# Juan José García López
Juan José García López (València, 1 d'octubre de 1957), més conegut com a Juanjo García, és un artista faller valencià. Representa la segona generació d'artistes fallers iniciada pel seu pare Juan García de qui aprèn l'ofici.

## Trajectòria professional
Durant la seua dilatada carrera artística ha plantat cadafals fallers principalment en el Cap i Casal. Algunes de les demarcacions on s'ha pogut visitar els seus treballs més destacats són Sueca - Literat Azorin i Gravador Esteve - Ciril Amorós, Darrerament ha estat un habitual d'encreuaments cèntrics com Bosseria - Tossal, Dalt - Sant Tomeu o Ripalda - Soguers, al barri del Carme de València. Una de les relacions més duradores i que més notorietat i repercussió li han atorgat ha sigut la que ha mantingut durant més de d'una desena d'anys amb Dr. Sanchis Bergon - Túria. La seua obra també ha pogut ser visitada en Torrent a la comissió Barri Cotxera. En l'any 2001 compleix 25 anys com membre del Gremi Artesà d'Artistes Fallers de València i rep el Ninot d'Or, màxim reconeixement de l'entitat gremial. Durant la Plantà de Ripalda - Soguers al març de 2019, pateix un accident laboral després del qual decideix abandonar la creació de Falles.
Juanjo té també un llarg llistat de treballs estrictament fora de la setmana fallera. Col·labora amb José Devís en la Falla que es va plantar a la ciutat de Florència. Amb la col·laboració de la comissió Regne de València - Duc de Calàbria du més d'una dècada plantant la Falla de les Forces Armades. També ha realitzat cadafals per altres esdeveniments com "Una Festa per a Tots", organitzada per la Federació de Falles de Secció Especial. Després de la declaració de les Falles de València com a Patrimoni Immaterial de la Humanitat per la UNESCO se li encomana dur a volum el cartell realitzat pel dissenyador Ibán Ramon, convertint-se en una icona plantada sota les Torres dels Serrans. A més d'aquestes obres les seues creacions han creuat el Mediterrani arribant a Eivissa en nombroses ocasions. Als darrers anys ha rebut encàrrecs com l'esculptura en fusta del Sant Calze del Corpus del Cap i Casal.
Participa en la realització de Fogueres a la ciutat d'Alacant per a comissions com Gran Via - Sur, La Goteta i Santo Domingo - Plaça de Tomás Valcárcel.

## Influències i estil
Les referències a la ciutat i les festes de València estan molt present a la seua obra. Són habituals les reproduccions de símbols arquitectònics de la capital valenciana com les Torres de Quart, l'església de Sant Valer o la Porta dels Apòstols de la Catedral entre d'altres. Com a membre actiu d'Amics del Corpus, la representació de la festa grossa apareix en nombroses ocasions als seus cadafals. És reconegut per la seua originalitat i creativitat destacant l'enginy, la gràcia i la sàtira a les Falles sent mereixedor de gran quantitat de guardons al llarg de la seua vida com artista faller. La seua creativitat no queda recollida únicament al carrer. També acompanya els seus cadafals de publicacions i esdeveniments durant tot l'any, com ha fet en diversos exercicis amb comissions com Dr. Sanchis Bergon - Túria.
En els darrers anys de la seua trajectòria les seues Falles s'han caracteritzat per estar realitzades íntegrament per fusta amb ninots creats amb la tècnica del buidatge de motles en cartró. A més, és un de les figures més importants en la recuperació i posada en valor de les plantades al tomb.